# Eslām Deh
Eslām Deh är en ort i Iran.   Den ligger i provinsen Gilan, i den norra delen av landet, 210 km nordväst om huvudstaden Teheran. Antalet invånare är 201.
Terrängen runt Eslām Deh är platt åt nordost, men åt sydväst är den kuperad. Runt Eslām Deh är det mycket tätbefolkat, med 1 018 invånare per kvadratkilometer. Närmaste större samhälle är Lāhījān, 12,8 km väster om Eslām Deh. I omgivningarna runt Eslām Deh växer i huvudsak blandskog.